# Rutilus
|  | Per a altres significats, vegeu «Rutil». |

Rutilus és un gènere de peixos de la família dels ciprínids i de l'ordre dels cipriniformes.

## Taxonomia
- Rutilus atropatenus (Derjavin, 1937)[2]
- Rutilus aula (Bonaparte, 1841)[3]
- Rutilus basak (Heckel, 1843)[4]
- Rutilus caspicus (Iàkovlev, 1870)[5]
- Rutilus frisii (Nordmann, 1840)[6]
- Rutilus heckelii (Nordmann, 1840)[6]
- Rutilus karamani (Fowler, 1977)[7]
- Rutilus meidingerii (Heckel, 1851)[8]
- Rutilus ohridanus (Karaman, 1924)[9]
- Rutilus panosi (Bogutskaya & Iliadou, 2006)[10]
- Rutilus pigus (Lacépede, 1804)[11]
- Rutilus prespensis (Karaman, 1924)[9]
- Rutilus rubilio (Bonaparte, 1837)[12]
- Madrilleta vera (Rutilus rutilus) (Linnaeus, 1758)[13]
- Rutilus virgo (Heckel, 1852)[14]
- Rutilus ylikiensis (Economidis, 1991)[15][16][17][18][19][20][21][22]